# Штейнбергський Йосип Янович
Йосип Янович Штейнбергський (1892, тепер Польща — ?) — радянський діяч, голова виконавчого комітету Херсонської окружної ради, прокурор. Член ВУЦВК. 

## Життєпис
Освіта нижча. За професією — ткач, працював на фабриках у Лодзі, Варшаві та Москві до 1917 року.
Член РСДРП(б) з 1917 року.
З 1918 року служив у Червоній армії. 
У 1923—1925 роках — прокурор Одеської округи.
До травня 1926 року — прокурор Херсонської округи.
У травні 1926 — лютому 1927 року — голова виконавчого комітету Херсонської окружної ради.
У 1927—1928 роках — прокурор Одеської округи.
З 1928 року — прокурор Луганської округи.
У 1932—1933 роках — голова Криворізької міської ради.
Подальша доля невідома.